# Amata arfacensis
Amata arfacensis là một loài bướm đêm thuộc phân họ Arctiinae, họ Erebidae.